# Neujahrskonzert der Wiener Philharmoniker 2007
Das Neujahrskonzert der Wiener Philharmoniker 2007 war das 67. Neujahrskonzert der Wiener Philharmoniker und fand am 1. Jänner 2007 im Wiener Musikverein statt. Dirigent war zum vierten Mal nach 1990, 1995 und 1997 Zubin Mehta.

## Besonderheiten
In diesem Jahr standen sechs Kompositionen auf dem Programm, die nie zuvor im Neujahrskonzert gespielt wurden. Die jährliche Spaß-Einlage war Erinnerungen an Ernst oder: Der Carneval in Venedig, dahinter verbergen sich Variationen über das venezianische Lied „Cara mamma mia“. Mehtas Aufforderung zum Mitsingen kam zwar  niemand nach, obwohl es schon Texte wie „Mein Hut, der hat drei Ecken“ oder sogar „Ein Hund kam in die Küche“ erdulden musste. Dafür applaudierte man in den Orchesterreihen einander zu oder verfiel gegenseitig in Staunen über virtuose Einlagen.
Zubin Mehta begrüßte zum traditionellen Prosit Neujahr Bulgarien und Rumänien als neue Teile der Europäischen Gemeinschaft.  
Der Blumenschmuck für das Neujahrskonzert war auch 2007, wie bereits seit 1980, ein Geschenk der italienischen Stadt Sanremo.

## Ballett
Die erste Tanzeinlage des Staatsopern- und Volksopernballetts war in den sommerlichen Parkanlagen des Marchfelder Barockschlosses zum Dynamiden-Walzer produziert worden. Die Balletteinlage zum Donauwalzer (Kostüme von Christof Cremer, Choreograf Christian Tichy) tanzten zusätzlich Lucia Lacarra und Cyril Pierre von der Bayerischen Staatsoper als Solisten im Schloss Schönbrunn.

## Pausenfilm
Im Mittelpunkt des Pausenfilms Nationalpark Austria des Regisseurs Felix Breisach standen die sechs Nationalparks in Österreich, die 2006 ihr 25. Jubiläum hatten. Die Ensembles Vienna Horns und Art of Brass bereisten zu Musik von Bruckner, Mahler, Strauss und Brahms filmisch die Kalkalpen, das Thayatal und das Gesäuse.

## Fernsehübertragung
Das Neujahrskonzert 2007 wurde in Radio und Fernsehen weltweit übertragen: 53 Fernseh- und 38 Radiostationen für ein Milliardenpublikum sendeten weltweit live wie zeitversetzt, unter anderem in China, Japan und in den USA.
Ernst Grissemann führte durch das Konzert, die Bildregie führte wie im Vorjahr Brian Large.

## Aufnahmen
Die Aufnahme des Konzertes zählte in Österreich zu den meistverkauften Alben des Jahres 2007.

## Programm

### 1. Teil
- Johann Strauss (Sohn): Zivio! Marsch, op. 456
- Josef Strauss: Flattergeister, Walzer, op. 62*
- Josef Strauss: Moulinet-Polka, op. 57
- Joseph Hellmesberger junior: Elfenreigen, o. op.
- Josef Strauss: Delirien, Walzer, op. 212
- Johann Strauss (Vater): Einzugs-Galopp, op. 35*

### 2. Teil
- Johann Strauss (Sohn): Ouvertüre zu Waldmeister
- Josef Strauss: Irenen-Polka, op. 113*
- Johann Strauss (Sohn): Wo die Citronen blüh’n!, Walzer, op. 364
- Eduard Strauß: Ohne Bremse, Polka schnell, op. 238
- Johann Strauss (Sohn): Stadt und Land, Polka mazur, op. 322
- Josef Strauss: Matrosen-Polka, op. 52*
- Josef Strauss: Dynamiden, Walzer, op. 173
- Johann Strauss (Vater): Erinnerung an Ernst oder: Der Carneval in Venedig, Fantasie, op. 126*
- Johann Strauss (Vater): Furioso-Galopp nach Liszts Motiven, op. 114

### Zugaben
- Joseph Hellmesberger junior: Leichtfüßig, Polka schnell, o. op.
- Johann Strauss (Sohn): An der schönen blauen Donau, Walzer, op. 314
- Johann Strauss (Vater): Radetzky-Marsch, op. 228

Werkliste und Reihenfolge sind der Website der Wiener Philharmoniker entnommen.
Mit * gekennzeichnete Werke standen erstmals in einem Programm eines Neujahrskonzertes.